# Windsor (Nou Hampshire)
Windsor és una població dels Estats Units a l'estat de Nou Hampshire. Segons el cens del 2000 tenia 201 habitants.

## Demografia
Segons el cens del 2000, Windsor tenia 201 habitants, 58 habitatges, i 37 famílies. La densitat de població era de 9,3 habitants per km².
Dels 58 habitatges en un 29,3% hi vivien nens de menys de 18 anys, en un 53,4% hi vivien parelles casades, en un 3,4% dones solteres, i en un 34,5% no eren unitats familiars. En el 25,9% dels habitatges hi vivien persones soles el 8,6% de les quals corresponia a persones de 65 anys o més que vivien soles. El nombre mitjà de persones vivint en cada habitatge era de 2,4 i el nombre mitjà de persones que vivien en cada família era de 2,89.
Per edats la població es repartia de la següent manera: un 33,8% tenia menys de 18 anys, un 14,4% entre 18 i 24, un 22,9% entre 25 i 44, un 23,9% de 45 a 60 i un 5% 65 anys o més.
L'edat mediana era de 26 anys. Per cada 100 dones de 18 o més anys hi havia 114,5 homes.
La renda mediana per habitatge era de 45.750$ i la renda mediana per família de 58.750$. Els homes tenien una renda mediana de 36.250$ mentre que les dones 13.750$. La renda per capita de la població era de 17.966$. Entorn de l'11,8% de les famílies i el 12,3% de la població estaven per davall del llindar de pobresa.